# Pierre Beauchamp
Pour les articles homonymes, voir Beauchamp.
Œuvres principales
Les Fâcheux (1661)
Le Bourgeois gentilhomme (1669)
Psyché
Le Malade imaginaire (1673)
Atys (1676)
Appelé à tort Charles ou Charles-Louis, Pierre Beauchamp, ou Beauchamps, est un danseur et maître de ballet français né à Versailles le 30 octobre 1631, et mort à Paris en février 1705.
Pierre Beauchamp appartient à une célèbre dynastie de musiciens et de maîtres de danse parisiens : son grand-père, son oncle et son père étaient des violonistes attachés à la famille royale. 
Beauchamp débute à la cour de Louis XIV en 1648, dans le Ballet du dérèglement des passions : il a dix-sept ans et interprète quatre rôles. Virtuose technique excellant dans tous les styles, il s'impose rapidement à la tête des baladins du roi. Jean Loret dit de lui qu'«il surpasse tous les autres danseurs», et proclame dans une lettre du 16 février 1658 (La Muze historique) après avoir vu Le Ballet des plaisirs troublés : «Ce ballet est un champ / Où l'incomparable Beauchamps, / Par de merveilleuses souplesses, / Elévations et justesses, / Si hautement capriola, / Qu'il fut proclamé ce jour-là / Par toute la noble assistance / Pour le meilleur danseur de France.»
Il débute comme chorégraphe en assistant Jean-Baptiste Lully dès 1656 dans le Ballet de la galanterie du temps. Louis XIV reconnaît rapidement ses talents : à partir de 1660, il se produit dans les spectacles de la Cour et en règle certaines entrées. Il côtoie le roi lors des répétitions et des représentations des ballets et devient une personnalité incontournable du monde chorégraphique français. 
Il collabore ensuite avec Lully, puis avec Marc-Antoine Charpentier et avec Molière : il invente avec eux la « comédie-ballet » dont les meilleures illustrations sont Le Bourgeois gentilhomme (1670) et Le Malade Imaginaire (1673). En 1661, il crée avec Molière la toute première comédie-ballet de l'Histoire, Les Fâcheux, à l'occasion de la fête fastueuse que Nicolas Fouquet donne pour le divertissement de Louis XIV en son château de Vaux-le-Vicomte. La collaboration entre Molière et Beauchamps durera douze ans. 
Après la mort de Molière, à qui il est resté fidèle après sa brouille avec Lully, il règle aussi les danses des principaux opéras de Robert Cambert et Pierre Perrin pour l'Académie royale de Musique, dont il est le premier maître de ballet. Il en devient le chancelier en 1680 et contribue au travail de réflexion et de théorisation qui aboutit à la codification du classicisme chorégraphique français. Il invente un système d'écriture de la danse, que son disciple Raoul Feuillet fait publier en 1700 sous le titre Chorégraphie ou l'art de décrire la danse par caractères, figures et signes démonstratifs et connue aujourd'hui sous le nom d'écriture Beauchamp-Feuillet.
À la mort de Lully (1687), il travaille essentiellement pour les collèges des Jésuites : il signe la musique et la chorégraphie de nombreux ballets donnés dans les collèges. Il forme de nombreux danseurs comme son neveu Michel Blondy, sa nièce Marie-Louise Desmatins, Favier et Louis Pécour. 
Codificateur des cinq positions classiques, Beauchamp est l'une des plus grandes figures de la « belle danse » française du XVIIe siècle.

## Œuvres
Compositions musicales
- Les Fâcheux, chorégraphie, composition, direction d'orchestre (1661), Manuscrit Bibliothèque nationale de France RES F-530, numérisé sur Gallica.
- Le Collier de perles, Comédie-Italienne (1672), Manuscrit Bibliothèque nationale de France RES F-516, numérisé sur Gallica.
- La France victorieuse sous Louis le Grand, Collège de Clermont (1680). Partition sur Gallica
- Plutus dieu des richesses, Collège de Clermont (1682). Partition sur Gallica
- Ballet des Arts, Collège Louis-le-Grand (1685). Partition sur Gallica
- Le Triomphe de la modération, Collège d'Harcourt (1685, 1688). Partition sur Gallica
- Les Travaux d'Hercule, Collège Louis-le-Grand (1686). Partition sur Gallica
- Didon, Collège d'Harcourt (1687). Partition sur Gallica
- Ballet de la Jeunesse, Collège Louis-le-Grand (1697)

Chorégraphies pour Molière et Jean-Baptiste Lully
- Le Mariage forcé (1664)
- La Princesse d'Élide (1664)
- L'Amour médecin (1665)
- Le Sicilien (1667)
- George Dandin (1668)
- Monsieur de Pourceaugnac (1669)
- Le Bourgeois gentilhomme (1670)
- Les Amants magnifiques (1670)
- Psyché, ballets (1671)

Chorégraphies pour Molière et Marc-Antoine Charpentier
- Le Malade imaginaire, ballets (1673)
- La Comtesse d'Escarbagnas (1671)
- Les Fâcheux, version reprise en 1672

Chorégraphies pour Robert Cambert
- Pomone (1671)
- Les Peines et les Plaisirs de l’amour (1672)

Chorégraphies pour Jean-Baptiste Lully
- L'Impatience (1661)
- La Naissance de Vénus (1665)
- Alceste (1674)
- Atys (1676)
- Isis (1677)
- Le Triomphe de l'amour, avec Pécour (1681)
- Ballet de la jeunesse (1686)

Chorégraphies pour le collège jésuite de Paris
- Le Destin (1669)
- Le Ballet de la Curiosité (1670)
- Le Ballet des Songes (1671)
- Ballet de la Paix (1679)
- La France victorieuse sous Louis le Grand (1680)
- Le Triomphe de la religion ou l'idolâtrie ruinée (1681)
- Plutus dieu des richesses (1682)
- Ballet des Arts (1685)
- Les Travaux d'Hercule (1686)
- Ballet de la Jeunesse (1697)

### Musique - Éditions critiques
- Pierre Beauchamps, Ballet des Fâcheux. Musique pour la comédie de Molière (1661), édition critique de Matthieu Franchin, Versailles, Éditions du Centre de Musique Baroque de Versailles, 2023.

### Articles
- Régine Astier-Kunzle, « Pierre Beauchamps, the Illustrious Unknown Choreographer », Dance Scope, VIII/2 (1974), p. 32-42, et IX/1 (1975), p. 31-45.
- Régine Astier-Kunzle, « Pierre Beauchamps et les “Ballets de Collège” », La Recherche en danse, no 2/83, p. 45-51.
- John S. Powell, « Pierre Beauchamps, Choreographer to Molière's Troupe du Roy », Music & Letters, vol. 76, n° 2, mai 1995, p. 168-186.
- Jérôme de La Gorce, « Le Collier de perles et la musique de Pierre Beauchamps », Histoire, Humanisme et Hymnologie, Mélanges offerts au Professeur Édith Weber, Paris, Presses de l’Université de Paris-Sorbonne, 1997, p. 99-107.
- Nathalie Lecomte, « Pierre Beauchamps et Les Fâcheux, ou les hasards présidant à la naissance d'un nouveau genre », Molière et la musique, Catherine Cessac (dir.), Montpellier, Les Presses du Languedoc, 2004, p. 29-36.
- John S. Powell, « Pierre Beauchamps and the Public Theater », Dance, Spectacle, and the Body Politick, 1250-1750, Jennifer Nevile (dir.), Bloomington, Indiana University Press, 2008, p. 117-135.